# دایانا کوپلند
دایانا کوپلند (انگلیسی: Diana Coupland؛  ‏۵ مارس ۱۹۲۸ – ۱۰ نوامبر ۲۰۰۶) بازیگر و خواننده اهل بریتانیا بود.
از فیلم‌ها یا برنامه‌های تلویزیونی که وی در آن نقش داشته است، می‌توان به خانه پربرکت، بهترین جفت‌پا در تجارت و عملیات سپیده‌دم اشاره کرد.